# Bandeira da cidade do Rio de Janeiro
A bandeira do município do Rio de Janeiro é um dos símbolos oficiais do município do Rio de Janeiro.

## Significados
Consiste em um retângulo branco com duas faixas diagonais azuis se entrecruzando, com o Brasão da cidade, na cor vermelha, no centro.
O seu desenho básico, pouco modificado até os dias atuais (à exceção do período em que se tornou compreendida no estado da Guanabara – 1960 até 1975 –), foi oficializado pelo decreto 1.190 de 8 de julho de 1908.
Para fins de reprodução deve-se utilizar como base a proporção 07:10, ou 14 x 20 módulos, como a bandeira nacional.
Através do Decreto nº 29.526 de 30 de junho de 2008 foi institucionalizado o dia 8 de julho como o Dia da Bandeira da Cidade do Rio de Janeiro.

### Descrição vexilológica
A bandeira da Cidade do Rio de Janeiro é apresentada como segue:
Campo branco com duas listras azuis, postas em diagonal, constituídas de uma banda e uma barra, na forma da cruz de Santo André, tendo sobre seu cruzamento, na proporção e um sexto da área total e em destaque, o Brasão de Armas da cidade, todo em vermelho, à exceção da esfera armilar com as três flechas e o barrete frígio, estes em branco.
Mais formalmente:
Campo retangular argente nas proporções 7:10, brocante sobre um sautor azul celeste e ocupando um sexto da área total o brasão da cidade com cores modificadas; este um escudo português em goles carregado de três flechas, sendo duas em sautor e outra na vertical, suas pontas para cima, todas passando pelo centro de uma esfera armilar manuelina carregada de um barrete frígio, tudo em argente; encimando o escudo, uma coroa mural de cinco torres visíveis, e como suportes, dois golfinhos arqueados e enfrentando-se, um à destra outro à sinistra, o da destra à frente de um ramo de louro, e o da sinistra à frente de um ramo de carvalho, tudo em goles.
Significado tradicional ou histórico:
- O azul e o branco simbolizam a origem Portuguesa da Cidade. São as cores tradicionais da Monarquia Portuguesa, adotado desde a criação do Condado Portucalense, em 1097. Somente após o golpe militar que instaurou a república em Portugal, em 5 de outubro de 1910, que as tradicionais cores foram modificadas para o verde escuro e escarlate para a sua bandeira.
- O vermelho simboliza o sangue derramado por São Sebastião, padroeiro da cidade e do sangue derramado por Estácio de Sá, fundador da Cidade e pela defesa dos colonos, no Rio de Janeiro.

Significância na heráldica:
- Prata branca (metal) – tradicionalmente simboliza a inocência, a pureza, a beleza, a castidade, a esperança, a vitória, sem sangue, e a paz sobre o inimigo.
- Azul (Blau) – simboliza a justiça, lealdade, sabedoria, perseverança e vigilância.
- Vermelho (Goles) – simboliza a valentia, a coragem, a nobreza, grandeza, coragem, honra e vitória, com sangue sobre o inimigo.

## Histórico

### PeríodoPrincipado do BrasileReino Unido de Portugal, Brasil e Algarves(1808-1822)
Em seu livro Brazões e Bandeiras do Brasil, Clóvis Ribeiro apresenta três bandeiras como sendo da Cidade do Rio de Janeiro, uma que teria sido utilizada na recepção da chegada da família Real em 1808, que descreve como sendo de “seada branca, com franjas  e galões de ouro, tendo dentro de um escudo em estilo barroco, bordado a ouro, prata e seda amarela e vermelha, e a imagem de São Sebastião pintada a óleo”; segundo Ribeiro, tal brasão tinha por timbre um elmo emplumado.

### PeríodoImperial(1822-1889)
Logo após esta bandeira, foi utilizada na coroação de D. Pedro I uma outra bandeira, basicamente a versão vertical da bandeira imperial, com uma coroa real (ao invés da imperial por erro, segundo Ribeiro) as armas contudo são postas não no centro do losango dourado, mas um pouco deslocadas para cima.
Em 1831, retorna-se ao uso da bandeira de 1808, só que sem o uso do elmo.

(1808 - 1822)
(1822 - 1831)
(1831 - 1889)